# 帐篷映射

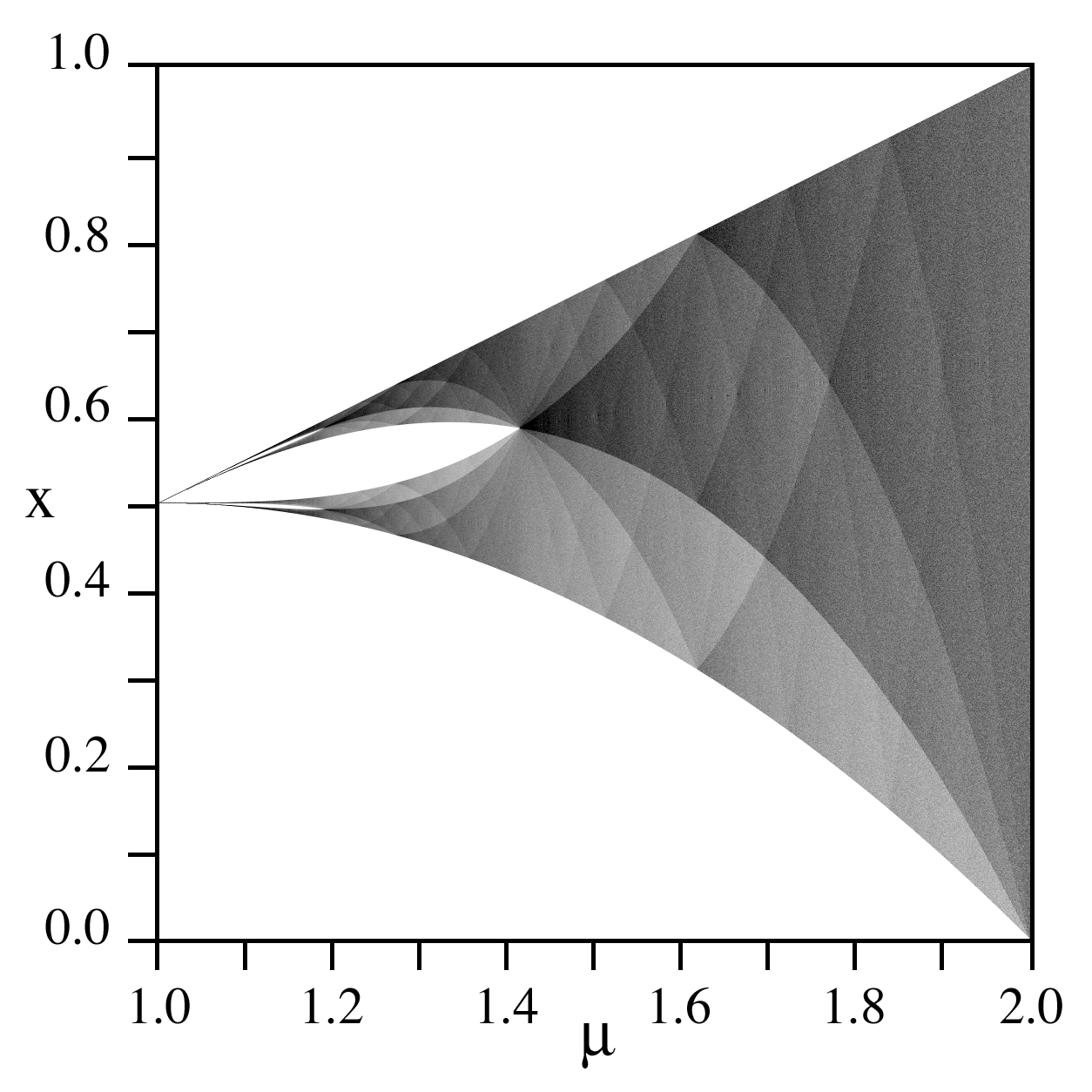
帐篷映射分歧图

帐篷映射（英語：tent map）在数学中是指一种分段的线性映射，因其函数图像类似帐篷而得名。
帐篷映射的递推关系式为：
{\displaystyle x_{n+1}=f_{\mu }(x_{n})={\begin{cases}\mu x_{n}&\mathrm {for} ~~x_{n}<{\frac {1}{2}}\\\\\mu (1-x_{n})&\mathrm {for} ~~{\frac {1}{2}}\leq x_{n}\end{cases}}}
当{\displaystyle \mu =2}时，帐篷映射是元移动映射与{\displaystyle r=4}时的单峰映象的非线性变换。